# Yoelbi Quesada
Yoelbi Quesada, född 4 augusti 1973, Sancti Spíritus, Kuba är en kubansk friidrottare som tävlar i trestegshoppning. 
Quesada blev 1990 tvåa på junior-VM och två år senare 1992 vann han junior-VM. Som senior blev han silvermedaljör vid inomhus-VM 1995 och året efter bronsmedaljör vid OS 1996 i Atlanta med ett hopp på 17,44. Quesadas största framgång är VM-guldet 1997 då han slog den regerande världsmästaren och världsrekordhållaren Jonathan Edwards efter att ha hoppat 17,85. 
Han deltog vidare vid VM-inomhus 1999 där han slutade på fjärde plats. Vid VM utomhus samma år blev han tia. Han deltog vid Olympiska sommarspelen 2000 och blev fyra efter att ha hoppat 17,37.
En framgång blev även VM-inomhus 2003 då han blev trea efter att ha klarat 17,27. Däremot slutade han först på nionde plats vid VM utomhus i Paris samma år.
Hans senaste mästerskap var Olympiska sommarspelen 2004 då han blev åtta efter ett hopp på 16,96.
Quesadas personliga rekord är 17,85 från 1997.